# L'Encre de tes yeux
Clip vidéo
[vidéo] « Francis Cabrel - L'encre de tes yeux », sur YouTube
Pistes de Fragile
La Dame de Haute-Savoie De l'autre côté de toi
L'Encre de tes yeux est une chanson de l'auteur-compositeur-interprète Francis Cabrel, single extrait de la 2e piste de son album Fragile de 1980. Le single est vendu à plus de 400 000 exemplaires et l'album à plus d'1 million d'exemplaires, un des plus importants succès de sa carrière et de la chanson française.

## Histoire
Cette chanson est une ballade sentimentale et poétique aux paroles romantiques, inspirée de la chanson pop folk américaine Don't Think Twice, It's All Right de Bob Dylan, de 1962, sur une relation amoureuse impossible de couple, où un chanteur du Lot-et-Garonne, qui s'accompagne avec sa guitare acoustique, révèle à la femme et à la muse qu'il aime que toutes ses chansons sont inspirées par son sourire et par l’encre de ses yeux « Tout ce que j’ai pu écrire, c’est ton sourire qui me l’a dicté... Tout ce que j’ai pu écrire, je l’ai puisé à l’encre de tes yeux... »,. Bien que Francis Cabrel ait mis beaucoup de soin à protéger sa vie privée, Fabien Lecœuvre émet l'hypothèse que cette déclaration d'amour s'adresse à son épouse et muse Mariette Cabrel (à qui il avait dédié trois ans auparavant, au moment de son mariage, sa chanson Petite Marie de 1977, ainsi que Je l'aime à mourir de 1979). Quelques années plus tard, en 1980, la carrière de chanteur de Francis Cabrel est en pleine expansion, il est sollicité constamment pour des concerts ou des présences dans des médias, ce qui l'éloigne de son épouse.
Enregistré au Studio Condorcet de Toulouse, ce tube de l'été 1980 est intégré à l'album Fragile, avec un autre de ses grands succès, La Dame de Haute-Savoie, qui marque aussi une certaine lassitude sur sa vie artistique et les conséquences de sa soudaine notoriété.
La photo  de la pochette de l'album, réalisée par Jean-Baptiste Mondino, est en noir et blanc, et montre un Francis Cabrel cheveux au vent.
La chanson L'Encre de tes yeux a également été traduite et enregistrée en espagnol par Francis Cabrel sous le titre Todo aquello que escribi [Tout ce que j'ai écrit], avec un certain succès en Amérique latine,.

## Classement
| Classement (1980) | Meilleure place |
| ----------------- | --------------- |
| France (IFOP)     | 5               |

## Reprises et adaptations
Ce titre est repris en particulier par Yves Duteil (album Les plus belles chansons françaises, 1996), Les Enfoirés (en duo avec Patrick Bruel et Céline Dion, album La Soirée des Enfoirés, 1996), Juliette Gréco (album Ils chantent Francis Cabrel, 1998), Patrick Fiori (accompagné de 500 choristes, 2005), Chico and the Gypsies (2016)...